# 指纹识别
指纹识别技术是一种生物识别技术，指纹识别系统是一套包括指纹图像获取、处理、特征提取和比对等模块的模式识别系统。常用于需要人员身份确认的场所，如门禁系统、考勤系统、筆記型電腦、银行内部处理、银行支付等。

## 概念
指纹是灵长类手指末端指腹上由凹凸的皮肤所形成的纹路，也可指这些纹路在物体上印下的印痕。纹路的细节特征点有起点、终点、结合点和分叉点。由于每个人的指纹并不相同，同一人的不同手指的指纹也不一样，指纹识别就是通过比较这些细节特征的区别来进行鉴别。

## 历史
指纹由于具有个体差异性及稳定性，早在古代便用于身份确认，当时人们以指纹或手印画押。
在西方，亨利·福爾茲發表第一篇科學論文，建議用指紋作身分辨識。法蘭西斯·高爾頓也發表了關於指紋的論文和書籍。1892年，胡安·布塞蒂奇首開先例比較留在犯罪現場的潛在指紋（latent print）與嫌犯姆指標本指紋（exemplar print）。1890年代以后警察逐渐将指纹作为辨认罪犯的方法之一，取代阿方斯·貝蒂榮發展的人體測量學。1960年代随着電腦技术的发展，美國聯邦調查局和法国巴黎警察局等开始研究電腦指纹识别技术。1990年代用于个人身份鉴别的自动指纹识别系统开发完成并推广应用。

## 分析步骤
指纹识别系统通常包括以下几部分：
- 图像获取：通过专门的指纹采集或扫描仪、数字相机、智能手机等获取指纹图像。根据采集指纹面积大体可以分为滚动捺印指纹和平面捺印指纹，公安行业普遍采用滚动捺印指纹。
- 图像压缩：将指纹数据库的图像经过压缩后存储，主要方法为转换为JPEG、WSQ、EZW等文件。目的是减少存储空间。其中，EZW被列入中国公安部刑侦领域指纹图像压缩的国家标准。
- 图像处理：指纹区域检测、图像质量判断、方向图和频率估计、图像增强、指纹图像二值化和细化等。
- 指纹形态和细节特征提取：获取指纹特征并提取交下一步分析。指纹形态特征包括中心（上、下）和三角点（左、右）等，细节特征点主要包括纹线的起点、终点、结合点和分叉点。
- 指纹比对：对比两个以上指纹以分析是否为同一指纹来源。[3]

### 模式
指纹纹线的3种基本模式是环型、弓形和螺旋形。同一家庭的成员一般有相同的指纹模式，因此一般认为这些模型是有遗传性的。
|  |  |  |

### 局部特征
最常见的指纹局部特征包括纹线端点、分叉点和短纹（孤立点）。局部特征和模式在指纹分析中都非常重要，由这些特征，没有两个指纹是相同的。
|  |  |  |

## 技术的应用领域
指纹识别多用于以下领域：
- 疑犯指纹对比
- 電腦使用者身份确认
- 儿童指纹数据库

## 识别器的技术

### 光学识别
光学识别是较早的指纹识别技术。基于光学发射装置发射的光线，射到手指上再反射回机器以获取数据，并对比资料库看是否一致。光学识别只能到达皮肤的表皮层，而不能到达真皮层，而且受手指表面是否干净影响较大。

### 电容传感器
电容传感器识别是利用一定间隔的安装的两个电容，利用指纹的凹凸，在手指滑过指纹检测仪器时接通或断开两个电容的电流以检测指纹资料。电容传感器对手指的干净要求比较高，而且传感器表面使用硅材料，比较容易损坏。

### 生物射频
射频传感器通过传感器发射微量的射频信号或超聲波，穿透手指的表皮层获取里层的纹路以获取信息。这种方法对手指的干净程度要求较低。 

### 数字化光学识别
数字化光学识别有别于之前的识别技术。识别装置通过数码相机技术拍照获得指纹图像，然后将图像数据数字化再与数据库资料进行对比。